# Alfonso Alvarado
José Alfonso Alvarado Pérez (Guasave, Sinaloa, México, 15 de marzo de 2000) es un futbolista Mexicano. Juega como delantero y su equipo es el Club Leon de la Liga MX. 

## Trayectoria

### Club de Fútbol Monterrey
Debutó, profesionalmente, en la victoria por 1-2 del Club de Fútbol Monterrey sobre los Lobos de la BUAP, partido correspondiente a la Liga MX el día 22 de agosto de 2018.

#### Club León
Se unió al Club León, en condición de cedido, para el Apertura 2022.

## Estadísticas

### Clubes
Actualizado al último partido disputado el 11 de agosto de 2025.
| Club                     | Div.          | Temporada     | Liga  | Liga  | Copas nacionales | Copas nacionales | Copas internacionales | Copas internacionales | Total | Total |
| Club                     | Div.          | Temporada     | Part. | Goles | Part.            | Goles            | Part.                 | Goles                 | Part. | Goles |
| ------------------------ | ------------- | ------------- | ----- | ----- | ---------------- | ---------------- | --------------------- | --------------------- | ----- | ----- |
| C. F. Monterrey · México | 1.ª           | 2018-19       | 1     | 0     | 1                | 0                | 0                     | 0                     | 2     | 0     |
| C. F. Monterrey · México | 1.ª           | 2019-20       | 4     | 0     | 8                | 1                | 0                     | 0                     | 12    | 1     |
| C. F. Monterrey · México | 1.ª           | 2020-21       | 16    | 1     | —                | —                | 5                     | 2                     | 21    | 3     |
| C. F. Monterrey · México | 1.ª           | 2021-22       | 26    | 2     | —                | —                | 1                     | 0                     | 27    | 2     |
| C. F. Monterrey · México | 1.ª           | 2024-25       | 13    | 1     | —                | —                | 6                     | 0                     | 19    | 1     |
| C. F. Monterrey · México | 1.ª           | 2025-26       | 1     | 0     | —                | —                | 0                     | 0                     | 1     | 0     |
| C. F. Monterrey · México | Total club    | Total club    | 61    | 4     | 9                | 1                | 12                    | 2                     | 82    | 7     |
| Club León · México       | 1.ª           | 2022-23       | 28    | 3     | —                | —                | 8                     | 0                     | 36    | 3     |
| Club León · México       | 1.ª           | 2023-24       | 30    | 5     | ―                | ―                | 2                     | 0                     | 32    | 5     |
| Club León · México       | 1.ª           | 2024-25       | 16    | 3     | —                | —                | 1                     | 0                     | 17    | 3     |
| Club León · México       | 1.ª           | 2025-26       | 1     | 0     | —                | —                | 0                     | 0                     | 1     | 0     |
| Club León · México       | Total club    | Total club    | 75    | 11    | 0                | 0                | 10                    | 0                     | 86    | 11    |
| Total carrera            | Total carrera | Total carrera | 136   | 15    | 9                | 1                | 22                    | 2                     | 168   | 18    |

## Palmarés

### Títulos internacionales
| Título                           | Club           | Sede        | Año  |
| -------------------------------- | -------------- | ----------- | ---- |
| Liga de Campeones de la Concacaf | Club Monterrey | Monterrey   | 2021 |
| Liga de Campeones de la Concacaf | Club León      | Los Ángeles | 2023 |